# 波斯野驴
波斯野驢（學名：Equus hemionus onager）是馬科動物亞洲野驢的亞種。 生活在伊朗境內。
波斯野驢被認為是極度瀕危物種。有時“onager”（中亞野驢）一詞特指波斯野驢。關於該物種的具體信息十分缺乏，因此對其保護工作造成了困難。